# ATVニュース&天気
『ATVニュース&天気』（エーティーブイニュースアンドてんき）は、青森テレビ (ATV) でかつて放送されていたローカルスポットニュース番組。

## 放送時間
一貫して22:54 - 23:00の放送。
- 1989年10月 - 1998年3月 月曜 - 金曜
- 1998年4月 - 1999年3月 金曜のみ（『筑紫哲也 NEWS23』のフライングスタート化で月曜 - 木曜の放送が無くなる）

## 番組概要
1989年秋、月曜 - 水曜の21時・22時台に2時間番組が編成された影響で21:54の「ATVニュース」の放送が減少したことを受け、22:54の天気予報枠をニュースに改編する形で開始した。

（月曜：『月曜ドラマスペシャル』、火曜：『ギミア・ぶれいく』、水曜：『水曜ロードショー』。ただし月曜については、平日22時台に最終ニュース枠が編成されるまで『月曜ロードショー』が長らく放送されていたため、2時間枠への回帰となる。）
ただし木曜・金曜はこれまでと同様、21:54に『ATVニュース』、そして22:54に本番組と連続でニュースが放送されることとなった。また、『ATVニュース』はニュース単独番組のため、連続で本番組も視聴した場合には、21:54枠のいわば“延長版”の位置づけで見ることができた。
しかし、1992年9月には『ギミア・ぶれいく』（火曜）、1996年9月には『スペースJ』・『浪漫紀行・地球の贈り物』（水曜）が終了、順次『ATVニュース』の放送が再開され、最終的に2時間枠は月曜のみとなった。
1998年春、『筑紫哲也 NEWS23』のフライングスタート化によって金曜のみの放送となり、1999年3月に終了。当放送枠はいずれも天気予報単独番組に戻った。

## 備考
- オープニング映像はスクロールする夜景のアニメをバックにタイトルが登場するという独自のものが使われていた（賞味5秒）。その後にブルーバックで提供クレジットを表示。
- 番組のセットとテロップフォーマットは『ATVニュース』と全く同じ。